# Roberto "Caracol" Paviotti
Roberto "Caracol" Paviotti (La Plata, 3 de marzo de 1950 - 6 de agosto de 2015) fue un cantante argentino.

## Biografía
Nació en La Plata, Argentina, el 3 de marzo de 1950. Debutó a los seis años como vocalista de la Orquesta Infantil Favero. Hizo sus primeras giras artísticas entre los siete y los once años, apadrinado por el reconocido actor argentino Fidel Pintos. Compartió giras con el mismo Fidel Pintos, Oscar Casco y otros. En 1979 participó con el cantante y compositor Chico Novarro en el espectáculo "Canciones con historia".
Compartió escenarios con artistas como Osvaldo Tarantino, Chabuca Granda, Homero y Virgilio Expósito, Sebastián Piana, Eladia Blázquez, Héctor Stamponi, Juan Falú, Daniel Riolobos, Susana Rinaldi, Héctor Negro, Eduardo Lagos, Quinteto Piazzolla, Juanjo Domínguez, Pedro Aznar, Daniel Binelli, Raúl Carnota, Omar Moreno Palacios, Juan Verdaguer, Luis Salinas, Luis Ordóñez, Lito Vitale, Lucho González, Hamlet Lima Quintana, Adolfo Ábalos, Oscar Cardozo Ocampo, Jaime Dávalos, Armando Tejada Gómez, Mario Arnedo Gallo, Esteban Morgado, entre otros.
A partir del año 1988 se unió al pianista y arreglador de muchos de sus temas Tato Finocchi, con quien trabajó hasta fines del 2002. Se presentó en reconocidos lugares de Buenos Aires como el Club del vino, Clásica y Moderna, La trastienda, Gandhi, La revuelta, Hotel Sheraton, Teatro General Alvear, Teatro General San Martín, Centro Cultural Torquato Tasso y Centro Cultural del sur, entre otros. Ha realizado giras por el interior del país (Córdoba, Santa Fe, Santiago del Estero, La Rioja, La Plata, Mar del Plata, Rosario, Paraná, Bariloche, etc) y por el exterior (Bélgica, Holanda, España, Brasil, México, EE. UU., Suiza. 
Fueron sus músicos Tato Finoccchi (piano), Daniel Martínez Príccolo (bandoneón), Adriana González (contrabajo), Pablo Giménez (bajo eléctrico), Marcelo Nissinman (bandoneón), Pablo Raninqueo (flauta traversa), Roberto Calvo (guitarra), Néstor Gómez (guitarra), Hernán Ruiz (guitarra), Federico Arreseygor (piano), Leo Scaglia (batería), Hugo Figueras (chelo), Adrián Fanello (contrabajo), Lisandro Giménez (chelo), María Elgarte (flauta traversa), Joaquín Galeliano (piano),  José Teixidó (guitarra), Dúo Tanguido (Guido Briscioli y Guido Di Blasi), entre otros. Se presentó en varios festivales de tango de Buenos Aires (2004, 2005, 2006, 2007, 2008, 2009, 2011 y 2014), y del extranjero (Granada y Almería).

“Mi forma de interpretar es cantar como hablo, sin licencias. Yo pongo el acento donde va, y si hay que cambiar una nota para acomodarlo no me aflijo. Creo que esa es la esencia de mi fraseo.”                  Caracol

Dijo de Caracol el inolvidable compositor Héctor Stamponi en un reportaje realizado en 1986 por el periodista Jorge Göttling y publicado en 2001 en su libro Tango Melancólico y Sentido: 

[...] de los (cantantes) nuevos me impresionó un platense, Roberto Paviotti, quien tiene lo que hay que tener: coraje para imponer el texto, además de afinación y buen color

## Composiciones
Compuso con Héctor Negro, Hugo Nadalino, Alicia Crest, María Volonté, Jorge Taboada, Elsa Borneman, Mercedes Montagnaro.
Varios de estos temas están incluidos en sus CDs “Cantar” y “Son cosas del amor”

## Discografía
- 1998: Compás de espera. EPSA Music. Género: Tango
- 1999: Caracol canta tangos. EPSA Music. Género: Tango
- 2000: Mucho más que dos. Independiente. Acompañado de Alberto Favero, Oscar Alem, Walter Ríos, Tato Finocchi y Roberto Calvo.
- 2002: Algo diferente. Independiente. Género: Tango y folklore. Grabado en vivo en un show realizado en Comodoro Rivadavia con Hernán Ruiz en guitarra.
- 2004: Destino de canto. Independiente. Género: Tango y canciones.
- 2006: Cantar. Independiente. Género: Tango y canciones, en el que interpreta varios temas propios.
- 2008: Son cosas del amor. Independiente. Género: Tango y canciones, en el que interpreta varios temas propios.
- 2010: Tango Chino & Caracol. Género: Tango. Acompañado por Edgardo “Chino” Rodríguez en guitarra y Fulvio Giraudo en piano
- 2010: Manzi por Caracol. Independiente. Género: Tango. Con arreglos de Tato Finocchi.
- 2011: Milongamente. Independiente. Género: Tango. Con arreglos del dúo Tanguido
- 2013: Caracol guitarra y voz. Independiente. Género: Tango y canciones. Con arreglos de Caracol